# Guberevac (Leskovac)
Guberevac je naselje u gradu Leskovcu, Jablanički upravni okrug, Srbija. Prema popisu iz 2022. godine u Guberevcu je živjelo 1424 stanovnika.